# Wormhout
Wormhout ist eine französische Stadt mit 5645 Einwohnern (Stand: 1. Januar 2022) im Département Nord in der Region Hauts-de-France. Sie gehört zum Arrondissement Dunkerque, zum Gemeindeverband Communauté de communes des Hauts de Flandre und zum Kanton Wormhout. In Wormhout wird auch Westflämisch gesprochen.

## Geografie
Die Stadt Wormhout liegt im Houtland (Waldland) nahe der belgischen Grenze an der Yser. Umgeben wird Wormhout von den Nachbargemeinden Quaëdypre und Wylder im Norden, West-Cappel im Nordosten, Bambecque und Herzeele im Osten, Oudezeele im Südosten, Zermezeele, Hardifort und Cassel im Süden, Ledringhem im Südwesten, Esquelbecq im Westen sowie Bissezeele im Nordwesten.
Durch die Gemeinde führt die Autoroute A25 und die frühere Route nationale 16.

## Geschichte
Erstmals erwähnt wurde Wormhout im 7. Jahrhundert in den Büchern der Abtei von Sithiu, dem heutigen Saint-Omer, als Woromhold. 1067 wurde die Grafschaft Wormhout geschaffen.
1566 wurde die Kirche von den Geusen geplündert und 1578 wiederaufgebaut. 1668 kam der Ort im Frieden von Aachen an Frankreich.
Beim Westfeldzug im Zweiten Weltkrieg wurde Wormhout 1940 von den Deutschen besetzt und drei Tage nach der deutschen Kapitulation durch Vizeadmiral Frisius an Frankreich zurückgegeben. Am 28. Mai 1940 wurden beim Massaker von Wormhout etwa 80 französische und britische Kriegsgefangene von einem Bataillon der Leibstandarte SS Adolf Hitler erschossen.

### Bevölkerungsentwicklung
| Jahr                       | 1962 | 1968 | 1975 | 1982 | 1990 | 1999 | 2011 | 2021 |
| Einwohner                  | 2826 | 3004 | 4332 | 5133 | 5057 | 4984 | 5308 | 5705 |
| Quellen: Cassini und INSEE |      |      |      |      |      |      |      |      |

## Sehenswürdigkeiten
- Kirche Saint-Martin aus dem 16. und 17. Jahrhundert, Monument historique seit 1987
- Windmühle von Riele (auch Mühle Deschodt), Bockwindmühle aus dem Jahr 1756, seit 1977 Monument historique
- Maison 17 Rue d’Herzeele, errichtet Ende des 18., Anfang des 19. Jahrhunderts, Monument historique seit 1984

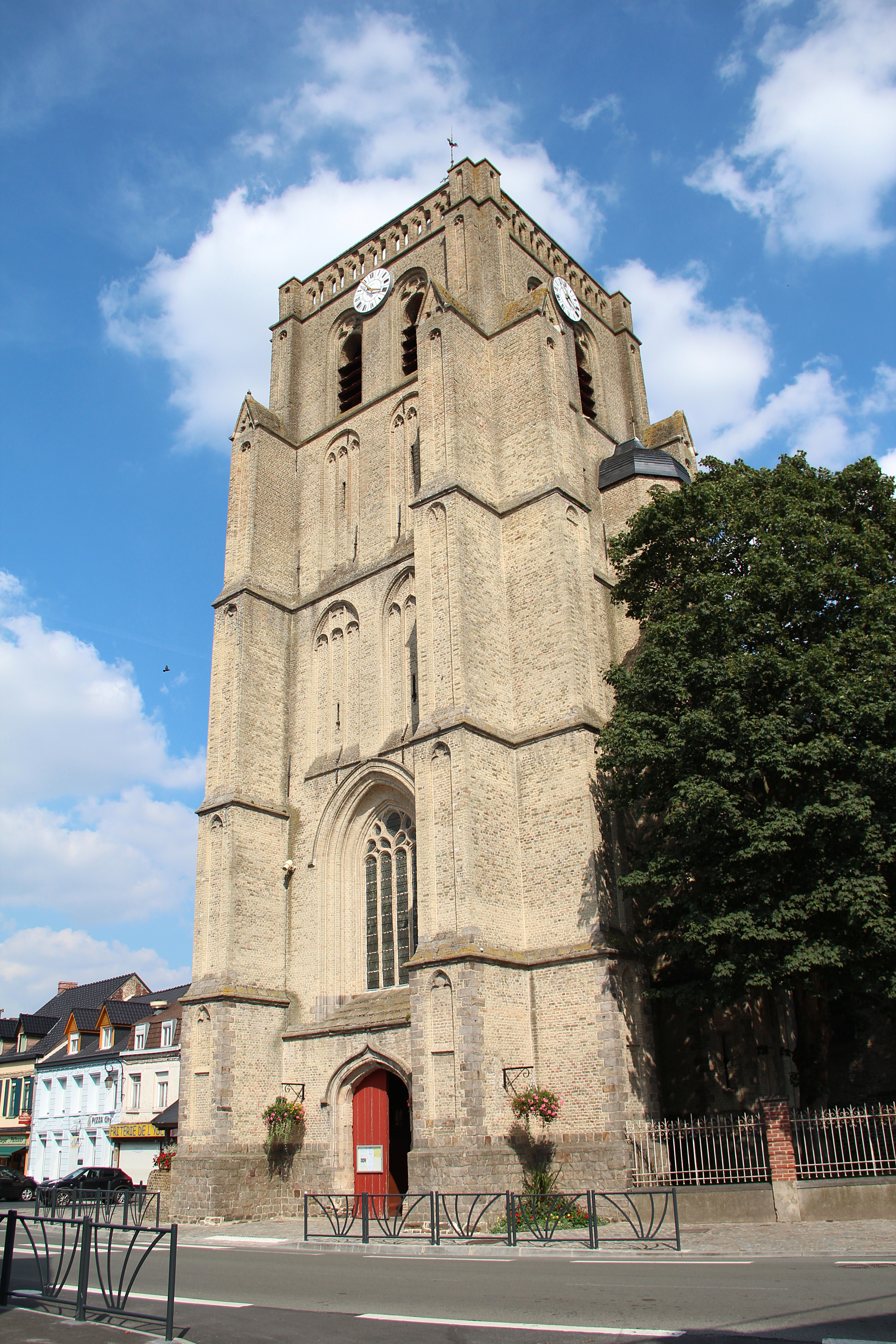
Kirche Saint-Martin
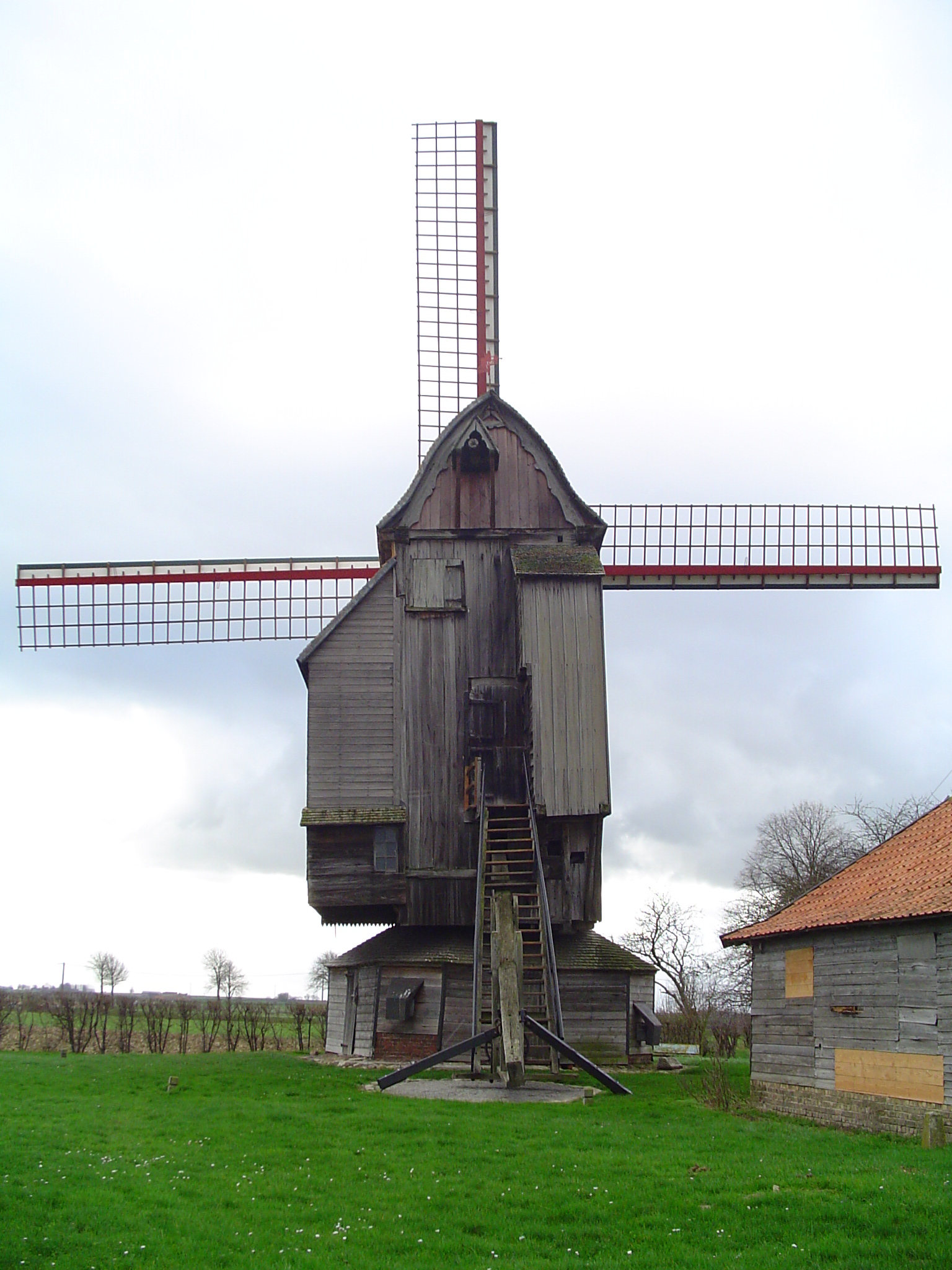
Windmühle
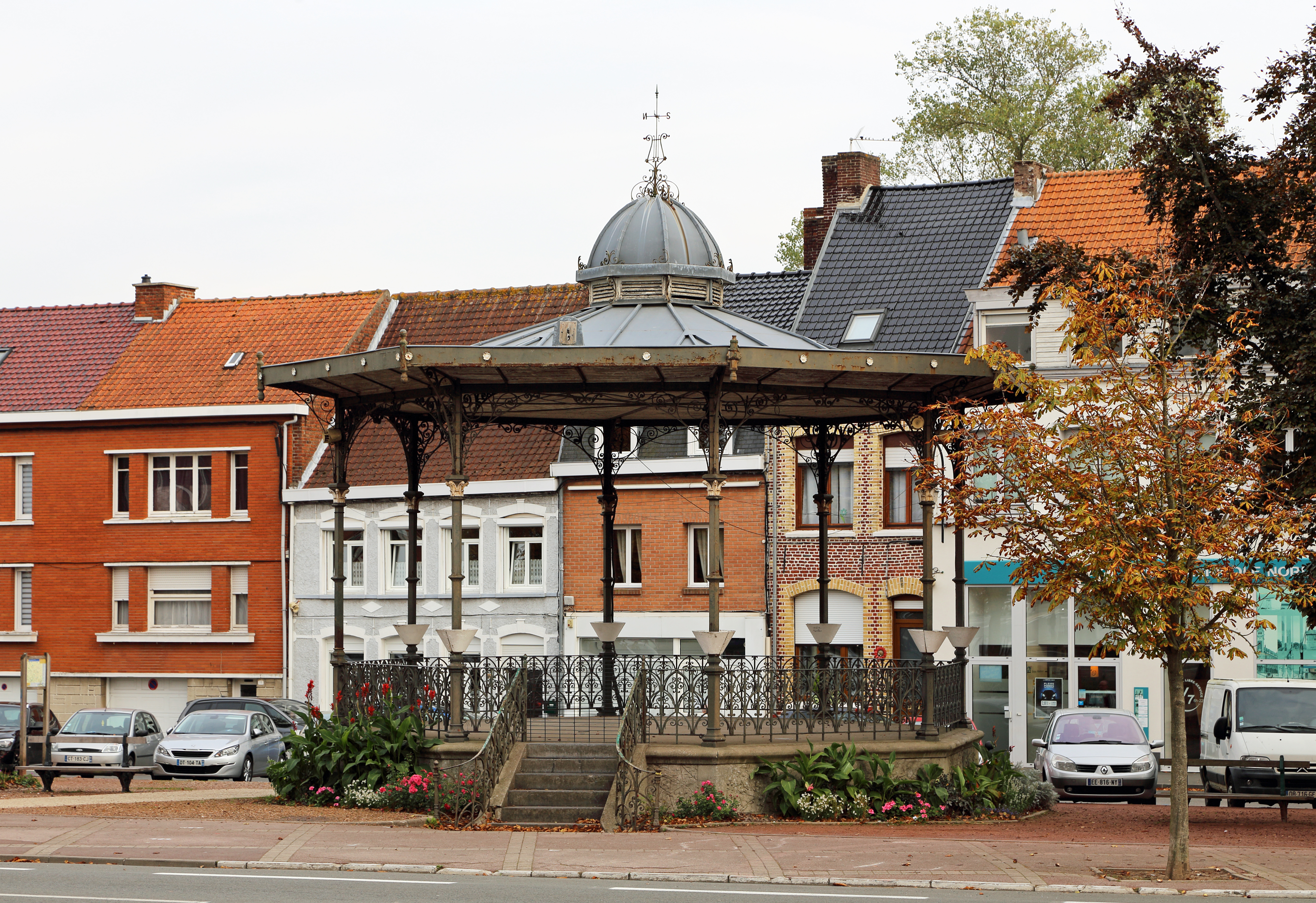
Musikpavillon
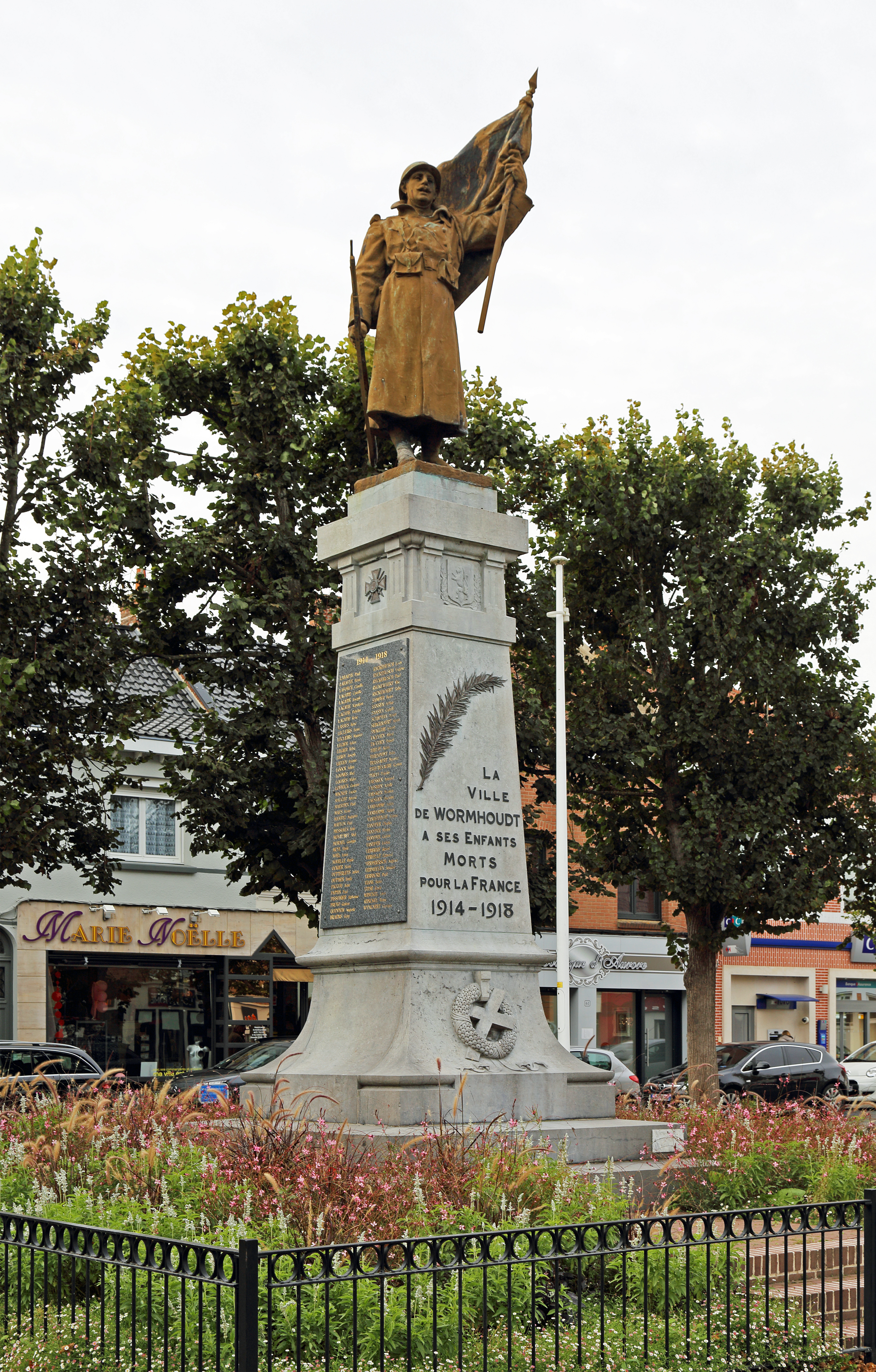
Gefallenendenkmal

### Folklore
In Wormhout gibt es wie in anderen Orten Nordfrankreichs und Belgiens die Tradition der Riesen-Prozessionen (Géants). Die Riesen sieht man zur Karnevalszeit, am letzten Wochenende im April und bei vielen anderen regionalen Festen. Seit 2005 werden die Aufführungen von der UNESCO unter dem Titel Prozessionen der Riesen und Drachen aus Belgien und Frankreich als Meisterwerke des mündlichen und immateriellen Erbes der Menschheit geführt. Die Géant-Figuren von Wormhout sind „Le Roi des Mitrons“ und „Mélanie“.

## Gemeindepartnerschaft
Mit der walisischen Gemeinde Llandudno im Conwy County Borough (Wales) besteht eine Partnerschaft.